# Тачурі-сірочуб темногорлий
Тачу́рі-сірочу́б темногорлий (Polystictus pectoralis) — вид горобцеподібних птахів родини тиранових (Tyrannidae). Мешкає в Південній Америці.

## Опис

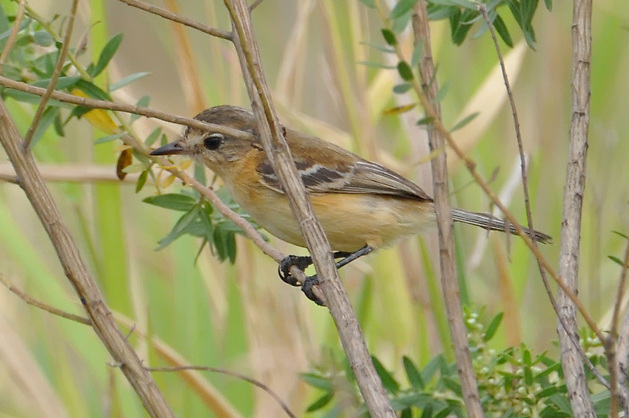
Темногорлий тачурі-сірочуб

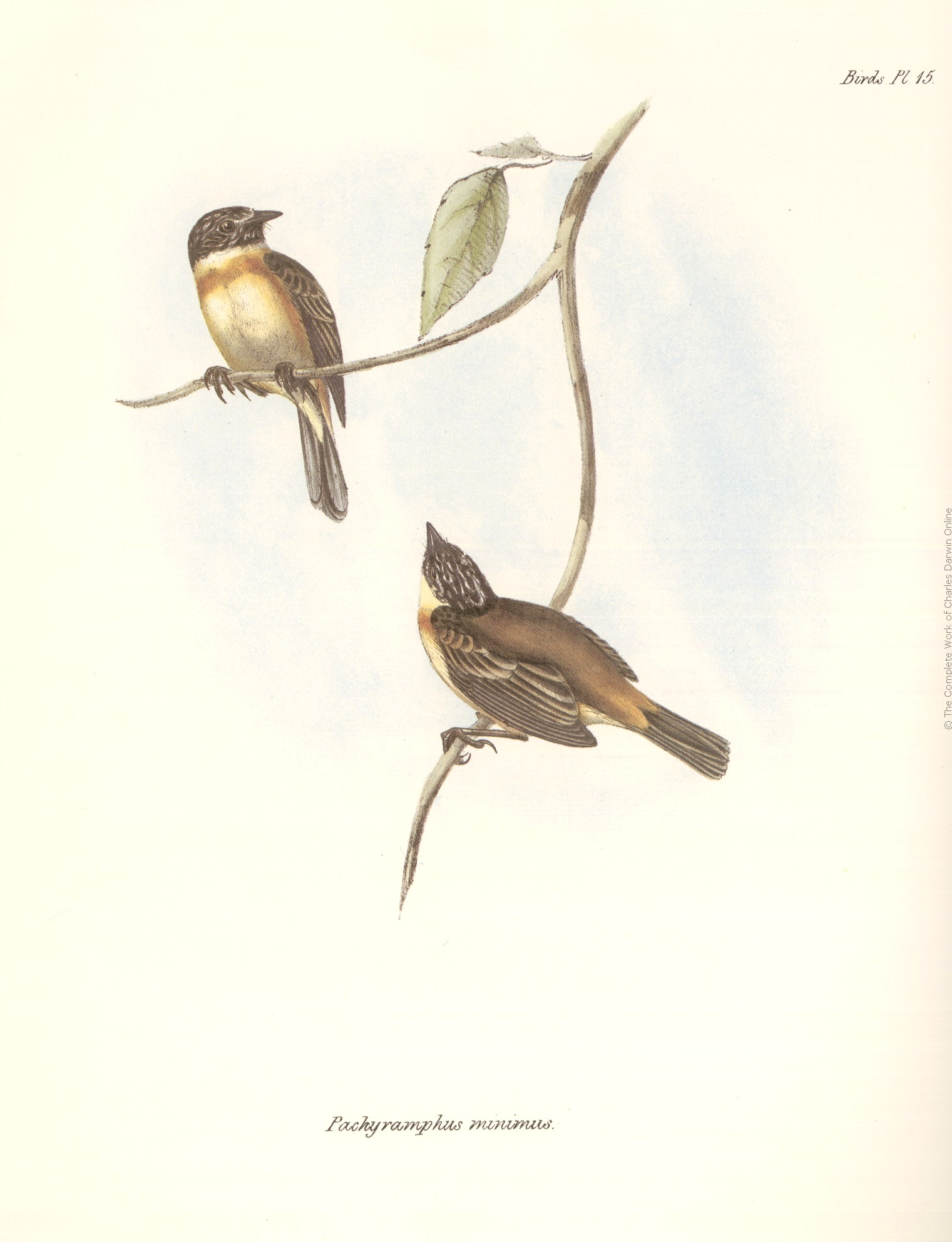
Темногорлі тачурі-сірочуби

Довжина птаха становить 9 см. Верхня частина тіла світло-рудувато-коричнева, на голові короткий темно-сірий чуб, над очима малопомітні білі «брови». Щоки й підборіддя поцятковані чорними і білими плямками. Крила і хвіст каштанові з двома рудувато-коричневими смугами, крила мають широкі рудувато-коричневі краї. Горло білувате, груди і боки рудувато-коричневі, живіт і гузка білуваті. У самиць чорні плямки на підборідді відсутні, а нижня частина світло-коричнева.

## Підвиди
Виділяють три підвиди:
- (Chapman, 1915) — західна Колумбія (локально на болотах Боготи в департаменті Кундінамарка та в долині річки Дагуа[en] в департаменті Вальє-дель-Каука);
- P. p. brevipennis (Berlepsch & Hartert, E, 1902) — від Північно-Східної Колумбії до Південної Венесуели, Гаяни, Суринаму і Північної Бразилії (Рорайма, Амапа, захід Пари);
- P. p. pectoralis (Vieillot, 1817) — східна Болівія (Санта-Крус), південна Бразилія (локально від Мату-Гросу на південь до Ріу-Гранді-ду-Сул), Парагвай, Аргентина (на південь до Мендоси, Ла-Пампи і Буенос-Айреса), західний Уругвай.

## Поширення і екологія
Темногорлі тачурі-сірочуби мешкають в Колумбії, Венесуелі, Гаяні, Французькій Гвіані, Суринамі, Бразилії, Болівії, Аргентині, Парагваї і Уругваї. Вони живуть в саванах, порослих чагарниками і високою травою, в серрадо і чагарникових заростях Чако, на пасовищах і луках, іноді на плантаціях. Зустрічаються поодинці, іноді парами, на висоті від 150 до 1350 м над рівнем моря. Іноді приєднуються до змішаних зграй птахів. Живляться комахами.

## Збереження
МСОП класифікує стан збереження цього виду як близький до загрозливого. Темногорлим тачурі-сірочубам загрожує знищення природного середовища. Представники підвиду P. p. bogotensis не постерігалися з 1950-х років та, імовірно, вимерли.